# Charlotte Carmichael Stopes
Charlotte Brown Carmichael Stopes (de soltera Carmichael; 5 de febrero de 1840 - 6 de febrero de 1929), también conocida como CC Stopes, fue una académica, escritora y activista británica por los derechos de la mujer. También publicó varios libros relacionados con la vida y obra de William Shakespeare. Su publicación más exitosa fue British Freewomen: Their Historical Privilege (publicado en 1894), un libro que influyó e inspiró el movimiento sufragista femenino británico de principios del siglo XX. Se casó con Henry Stopes, paleontólogo, cervecero e ingeniero. Tuvieron dos hijas, la mayor de las cuales fue Marie Stopes, conocida por su defensa del control de la natalidad.

## Trayectoria
Charlotte Stopes nació en Edimburgo el 5 de febrero de 1840 de Christine Brown Graham Carmichael y James Ferrier Carmichael, un pintor de paisajes, que murió de tuberculosis cuando Stopes tenía catorce años. Tenía el deseo de convertirse en escritora, ideando historias para sus hermanos y hermanas cuando era niña y a los veintiún años publicando una colección, Alice Errol and Other Tales. Al terminar la única educación que una joven podía recibir en ese momento, asumió puestos como institutriz, una de las pocas carreras disponibles para ella, durante la década de 1860 y principios de la de 1870.

## Educación universitaria
En 1865, Sarah Mair fundó la Ladies' Edinburgh Debating Society, que publicaba una revista periódica, The Attempt. Charlotte Carmichael se había convertido en miembro en 1866 y publicó varias piezas en The Attempt. En una reunión de la sociedad en 1867, Mary Crudelius presentó su iniciativa de hacer clases para mujeres en la universidad bajo los auspicios de la Asociación Educativa de Damas de Edimburgo. Charlotte Carmichael estuvo presente en la reunión. Ella se comprometió a asistir a dichas clases y garantizó la asistencia de otras doce personas interesadas. Las primeras clases comenzaron en 1868, impartidas por el profesor David Masson, profesor de literatura inglesa en la Universidad de Edimburgo, 'en un momento en que la universidad no estaba abierta a las mujeres y los profesores masculinos les impartían cursos de forma privada'. Aunque a las mujeres no se les permitía obtener un título, obtuvo el certificado más alto posible en ese momento para una estudiante, en materias tan diversas como literatura, filosofía y ciencias, logrando honores de primera clase. De hecho, ella "fue la primera mujer en Escocia en obtener un Certificado de Artes". Usó su educación para el avance de las mujeres y persiguió intereses académicos en el Renacimiento inglés, particularmente en la historia literaria de Shakespeare.
En 1876, Stopes fue a Glasgow a apoyar al movimiento por la educación superior de las mujeres en esa ciudad. El viaje coincidió con una reunión de la Asociación Británica para el Avance de la Ciencia, a la que asistió, dando inicio a su larga vinculación con la misma. Fue en la reunión de Glasgow donde conoció a Henry Stopes, con quien, a pesar de ser once años menor, se casaría tres años después.

## Upper Norwood
Después de casarse el 3 de junio de 1879, los Stopes se fueron de luna de miel por Europa y el Cercano Oriente, y finalmente visitaron Egipto, antes de regresar a Gran Bretaña. Charlotte Stopes fue a Edimburgo, donde nació su primera hija, Marie, en 1880. Después de reunirse con su esposo en Colchester, el hogar de su familia, se mudaron a Londres, donde él tenía un negocio. Se establecieron en Upper Norwood, en las afueras del sur de la ciudad, donde nació su segunda hija, Winnie, en 1884. Henry, que estaba muy ocupado con los negocios, dejó a Charlotte sola en su nueva casa, donde estaba aislada del tipo de vida intelectual al que estaba acostumbrada. Su respuesta fue organizar encuentros y clases, incluyendo un grupo de lectura, un taller de lógica y un grupo centrado en temas relacionados con la emancipación de la mujer.
Stopes se interesó mucho en la reforma del vestido victoriano y en la necesidad de ropa cómoda para las mujeres. Fue miembro de la Rational Dress Society y, a través de su actividad con la sociedad en 1888-1889, creció su identidad como feminista. En la reunión de la Asociación Británica en Newcastle upon Tyne en 1889, Stopes sorprendió a los asistentes al organizar una sesión improvisada, en la que presentó una vestimenta racional a una amplia audiencia, y su discurso se publicó en periódicos de toda Gran Bretaña.
Stopes permaneció en Norwood hasta la quiebra de su esposo en 1892, cuando se vieron obligados a vender la casa. Para escapar del desastre, llevó a sus hijas a Edimburgo, donde las matriculó en la escuela de niñas recién constituida, St George's School, Edimburgo. También intentó obtener un título retrospectivo, que se le había negado cuando ella estudió, pero necesitaba dos cursos más que todavía no tenía. Sin embargo, estos cursos se impartían simultáneamente, por lo que no pudo hacerlos en un solo año y desistió en el intento, regresando a Londres para alojarse en Torrington Square, cerca del Museo Británico, donde pudo proseguir su investigación sobre Shakespeare.

## Activismo
El estudio de CC Stopes sobre la historia de las mujeres británicas resultó ser el más popular e influyente de sus numerosas publicaciones.  British Freewomen: Their Historical Privilege (Mujeres libres británicas: su privilegio histórico) fue publicado por Swan Sonnenschein en 1894. (Los archivos de Sonnenschein Archives Sonnenschein se encuentran en la Universidad de Reading.) Tuvo varias ediciones y fue un punto de referencia clave para el movimiento sufragista femenino británico. Helen Blackburn, que había proporcionado a Stopes notas de su propia investigación para ayudar en el proyecto, compró la primera edición completa, enviando muchos de los ejemplares a los miembros de la Cámara de los Comunes. Como observa Laura E. Nym Mayhall, British Freewomen fue 'quizás el texto individual más influyente en la elección de la lucha de las mujeres por el voto dentro de la narrativa radical de pérdida, resistencia y recuperación' puesto que los argumentos de Stopes, como se describe en ediciones sucesivas de British Freewomen, fueron citados con frecuencia por "sufragistas de todas las tendencias al defender el sufragio femenino por escrito, ante multitudes y en la sala del tribunal". Stopes era miembro de la Unión Nacional de Sociedades de Sufragio de Mujeres. Escribió folletos y habló públicamente en campañas por los derechos de la mujer.

## Beca Shakespeare
Su primer libro fue The Bacon/Shakespeare Question, publicado en 1888: refutaba la especulación popular de que Francis Bacon era el autor real de las obras de Shakespeare. Este fue el primero de varios trabajos académicos sobre Shakespeare y la literatura de su época. Sus libros sobre esta materia incluyen Shakespeare's Family (1901), Shakespeare's Warwickshire Contemporaries (1907), William Hunnis and the Revels (1910), Burbage and Shakespeare's Stage (1913), The Seventeenth-Century Accounts of the Masters of the Revels (1922) y muchas notas y artículos publicados. Stopes recibió el premio Rose Mary Crawshay de la Academia Británica en 1916 por su investigación sobre Shakespeare, trece años antes de su muerte en febrero de 1929.

Según Boas, el día después de la muerte de Stopes, The Times publicó el siguiente comentario:

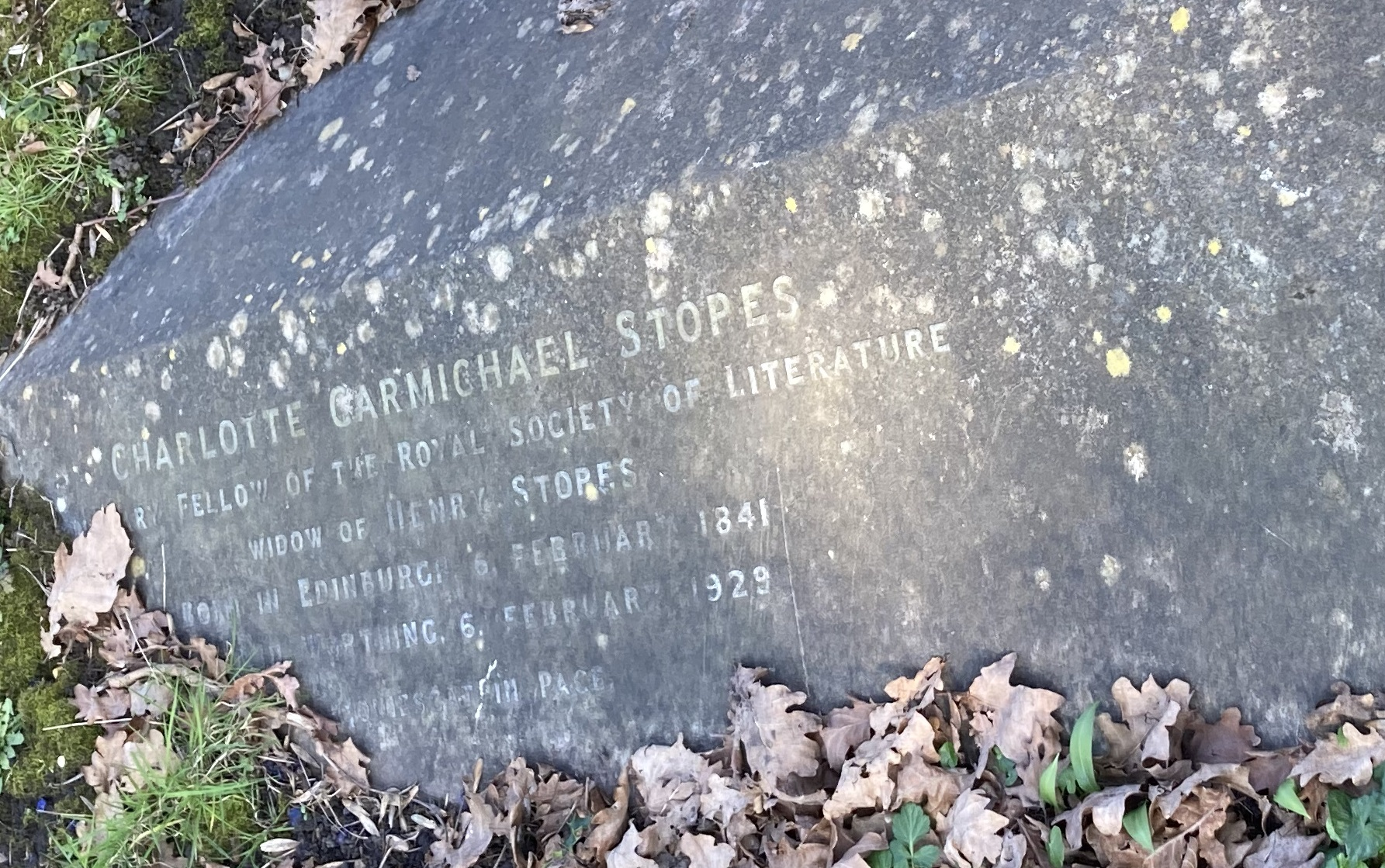
Tumba de Charlotte Carmichael Stokes en el cementerio de Highgate (lado este)

La Royal Society of Literature ha perdido a una distinguida veterana entre sus miembros, y el estudio de Shakespeare a una servidora valiente y devota.

## Últimos años
Durante gran parte de su vida posterior, Stopes tuvo dificultades financieras después de la quiebra de su esposo (1892) y su muerte prematura (1902). Aunque su hija Marie se independizó al conseguir una beca y obtener luego un puesto en la universidad, Stopes todavía tenía una hija menor, Winnie, a la que cuidar. Sus dificultades financieras se aliviaron en parte a fines de 1903 al recibir una pensión del gobierno de 50 libras esterlinas al año "en consideración a su obra literaria, especialmente en relación con el período isabelino". El Carnegie Trust le concedió otra subvención en 1907, esta vez por 75 libras esterlinas al año.
Como erudita de Shakespeare, su reconocimiento siguió aumentando y en 1912 fue elegida miembro honorario de la Royal Society of Literature. En 1914 se convirtió en miembro fundadora de una nueva Asociación de Shakespeare que promovía la erudición de Shakespeare a través de funciones y conferencias hasta 1922.
Charlotte Stopes murió el 6 de febrero de 1929 en Worthing, Sussex a la edad de 89 años, de bronquitis y trombosis cerebral, y fue enterrada en el cementerio de Highgate. La fecha de nacimiento según su tumba es el 6 de febrero de 1841.

## Obras de Charlotte Carmichael Stopes

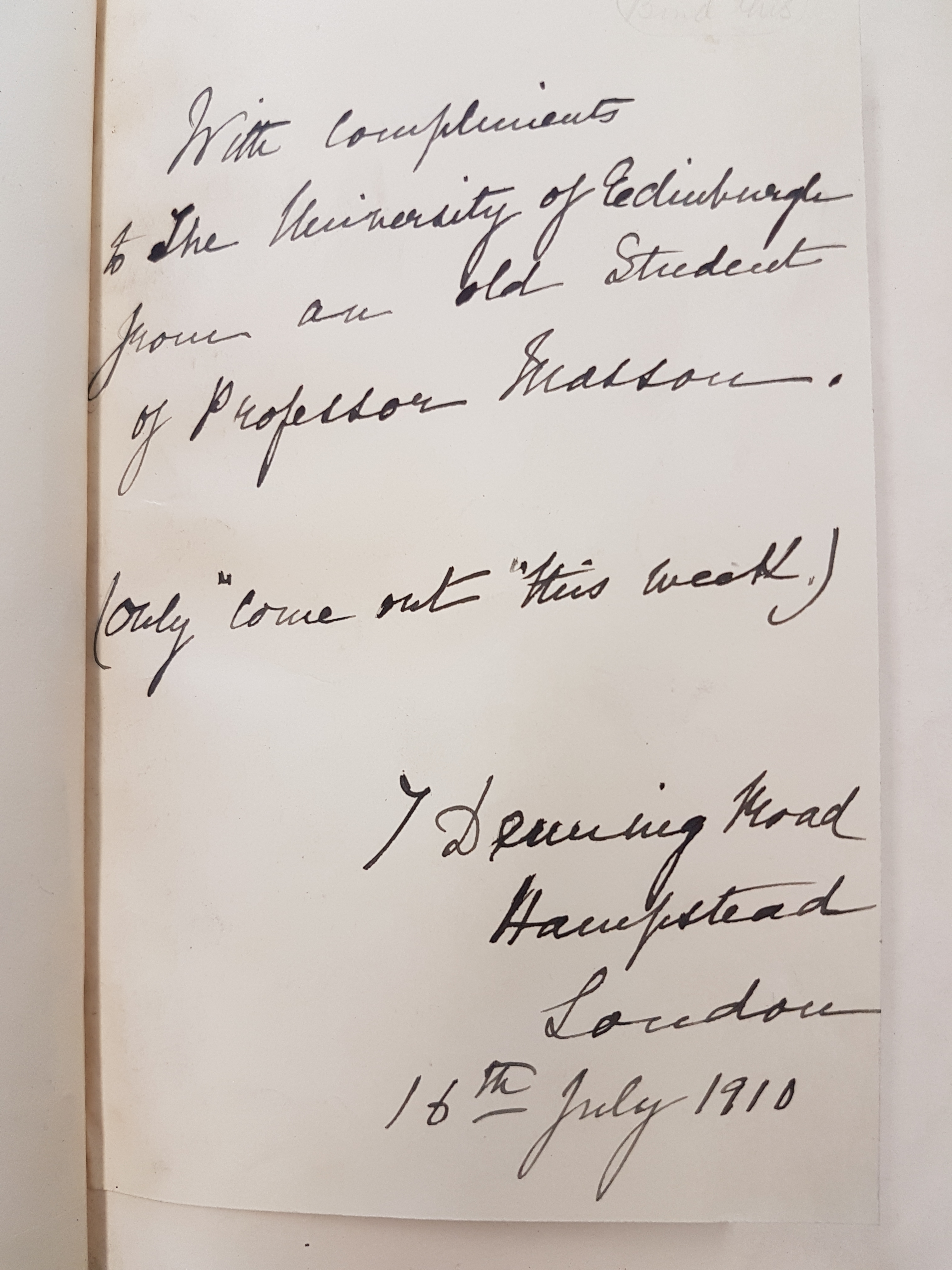
CCStopesDedicación

- The Bacon/Shakespeare Question (London: T.G. Johnson, 1888).
- The Bacon/Shakespeare Question Answered (London: T.G. Johnson, 1889).
- British Freewomen: Their Historical Privilege (London: Swann Sonnenschein, 1894).
- Shakespeare's Warwickshire Contemporaries, (Stratford-upon-Avon Press, 1897; revised edition, 1907).
- Shakespeare's Family: a Record of the Ancestors and Descendants of William Shakespeare (London: Eliot Stock, 1901).
- The Sphere of 'Man' in Relation to that of 'Woman' in the Constitution (London: T Fisher Unwin, 1908).
- William Hunnis and the Revels of the Chapel Royal (London: Louvain; David Nutt, 1910).
- Burbage and Shakespeare's Stage (London: De La More Press, 1913).
- Shakespeare's Industry (London: Bell & Sons, 1916).
- The Life of Henry, Third Earl of Southampton (Cambridge: Cambridge University Press, 1922).